# Камені латте

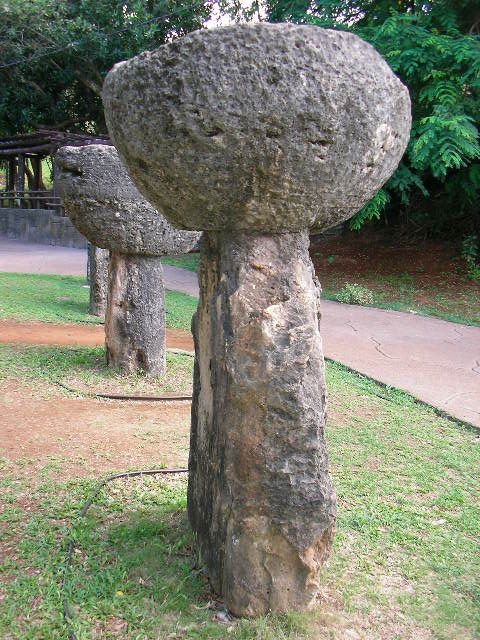
Камінь латте

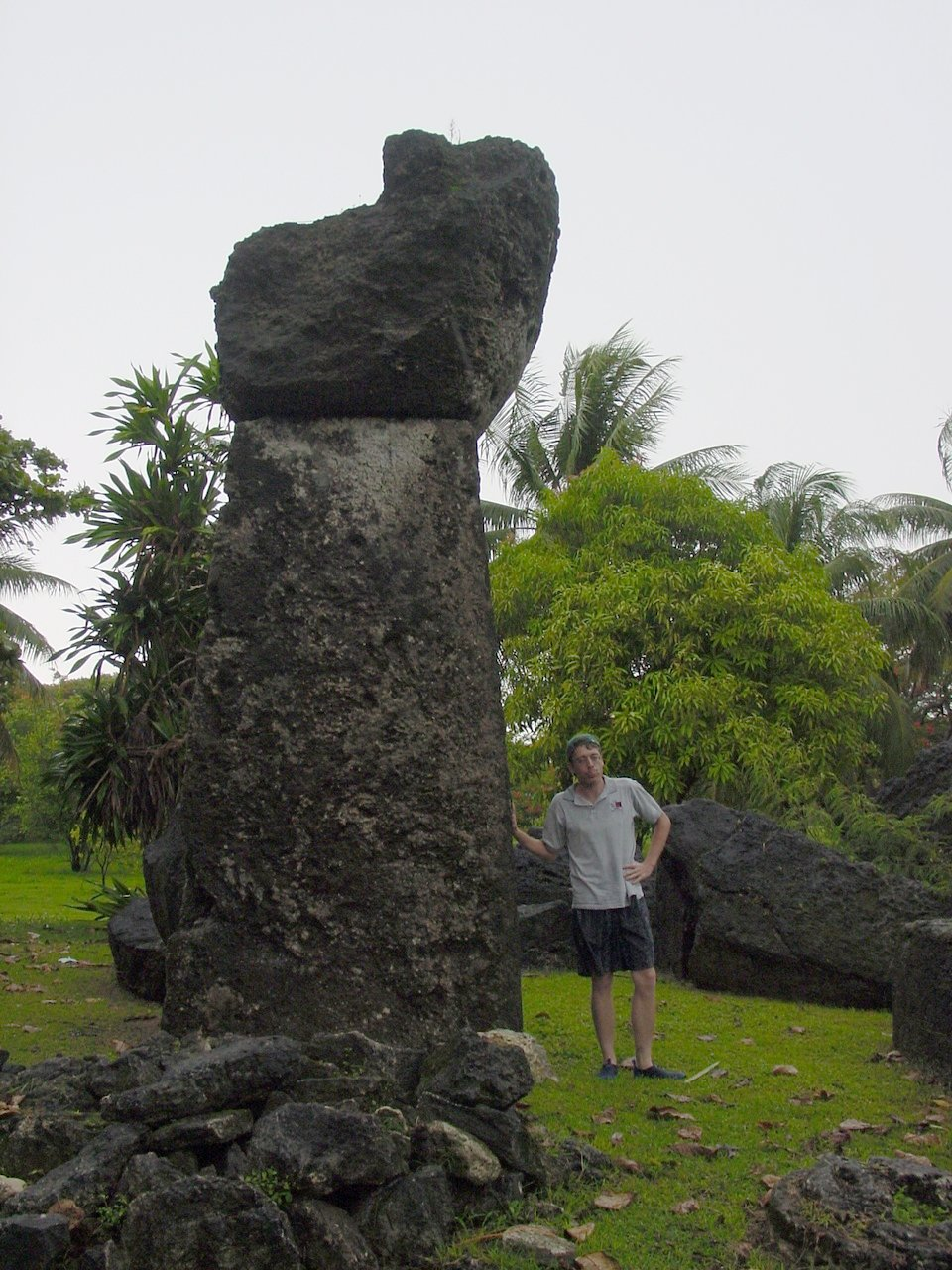

Камінь латте на прапорі Північних Маріанських островів

Камені латте (англ. Latte stone) - кам'яні стовпи-підстави стародавніх будівель на Гуамі та на південних островах Північних Маріанських островів.
По всьому Гуамі їх є досить велика кількість. Іноді їх ототожнюють з моаї острова Пасхи. Являють собою колони з вапняку, базальту чи піщанику. Їх висота становить від 60 см до 3 метрів, іноді зустрічаються екземпляри до 8 метрів.
Латте, імовірно, стали використовуватися приблизно з 800 року н. е. Вони були широко поширені до прибуття експедиції Фернана Магеллана в 1521 році і подальшої іспанської колонізації. Починаючи приблизно з 1700 року їх перестали використовувати.
Існує цілий ряд легенд, пов'язаних з цими спорудами. Ряд вчених схильні вважати, що ці камені могли бути не тільки підставами древніх будинків, але також використовувалися чаморро для якихось інших цілей.
Зображення каменю латте присутні на прапорі та гербі Північних Маріанських островів.